# 暮蟬悲鳴時 誓
《暮蟬鳴泣時 誓》（日語：ひぐらしのなく頃に 誓）為《暮蟬鳴泣時》系列電影第二部，由及川中執導，改編自原作《暮蟬悲鳴時解 罪滅篇》。

## 主題歌
- 主題曲，歌：島宮榮子（島みやえい子）

## 演員
- 前原圭一：前田公輝
- 龍宮禮奈：松山愛里
- 園崎魅音：飛鳥凜
- 北條沙都子：小野惠令奈（AKB48）
- 古手梨花：あいか
- 大石蔵人：大杉漣
- 富竹次郎：谷口賢志
- 鷹野三四：川原亞矢子
- 入江京介：田中幸太朗
- 知惠留美子：三輪ひとみ
- 前原伊知郎：米山善吉
- 前原藍子：星ようこ
- 間宮律子：矢部美穂
- 北條鐵平：大高洋夫
- 龍宮保典：菅原大吉

## 外部連結
- （日語）http://www.higurashi-movie.com/ （页面存档备份，存于） 電影官網
- 網際網路電影資料庫（IMDb）上《暮蟬鳴泣時誓 （页面存档备份，存于）》的資料